# Fouday
Fouday est une commune française située dans la circonscription administrative du Bas-Rhin et, depuis le 1er janvier 2021, dans le territoire de la Collectivité européenne d'Alsace, en région Grand Est.
Cette commune se trouve dans la région historique et culturelle d'Alsace.
Elle avait fusionné avec les localités voisines de Waldersbach, Belmont et Bellefosse pour former le Ban-de-la-Roche, calqué sur un territoire historique. Rétabli dans son indépendance le 1er janvier 1992, ce village vosgien de moyenne montagne a  intégré diverses structures de coopération intercommunales : SIVOM en 1980, puis district puis, finalement, la communauté de communes de la Vallée de la Bruche.

## Géographie

### Localisation
Fouday se situe dans la vallée de la Bruche, sur la rive droite, au confluent de la Chirgoutte, ou Schirgoutte, dans un environnement de forêts et de pâturages.
De toute la haute vallée de la Bruche, c'est le territoire communal dont la superficie est la plus petite.
Pour l'essentiel groupé sous son église, le village est desservi par la route départementale 420, qui longe la rive gauche du torrent à peine assagi, et par la ligne Strasbourg - Saint-Dié, ici à voie unique, qui franchit le torrent pour un bref parcours et dessert la gare. Route et voie ferrée, cet écart excepté, vont de pair sur le lieu-dit Devant-Fouday (rive gauche), qui dépend de Plaine. La route départementale 57, qui rejoint la RD 420 Devant-Fouday, dessert également le village. Suivant le cours de la Chirgoutte et desservant Le Trouchy, elle remonte vers le col de la Charbonnière (accès au Champ du Feu, à Villé).
Le village commande la vallée de la Chirgoutte, où s'étend sa dépendance, Le Trouchy, et le vallon boisé en haut duquel s'étage Solbach.
Fouday est dominée, immédiatement, par la Roche de l'église et, en arrière-plan, par le mont Saint-Jean (rive droite de la Chirgoutte). La Colline du château, sur la rive gauche du gros ruisseau rapide, domine sa confluence avec la Bruche.
Les deux rives de la Bruche, en aval du pont du chemin de fer, ont été remodelées sur une centaine de mètres depuis le début des années 2000. Le rehaussement de la rive gauche a été effectué avec les importants déblais mis là en décharge lors de la réfection de la route autrefois nationale, défoncée sur 40 cm.
La physionomie de cette rive a considérablement changé depuis le début de l'actuel millénaire avec l'agrandissement continu d'un ensemble hôtelier, poursuivi jusqu'en 2015 (bâtiment d'un spa, piscine dominant la rivière). Ce complexe, issu d'un ancien bistrot pour routiers, englobe, sur la rive droite, un parc ouvert au public et des demeures anciennes rénovées pour loger le personnel. Les travaux ont été soumis à diverses contraintes en raison de la proximité de l'église, partiellement classée, et de sites protégés.
Plus à val, vers le viaduc, la Bruche continue de divaguer dans des prairies inondables, abritées de toute intervention humaine en raison de la présence d'espèces protégées.
À côté de ce viaduc se trouve le chemin de la folie, qui relie Fouday à Rothau en longeant la Bruche, et passant un petit peu sur le ban communal de Solbach au niveau du croisement avec la schleiffe de Berhine, qui monte jusqu'au bas de ce dernier village.

### Communes limitrophes
|                       | Solbach |             |
| Plaine                | Fouday  | Waldersbach |
| Saint-Blaise-la-Roche |         | Blancherupt |

### Hydrographie
La commune est dans le bassin versant du Rhin au sein du bassin Rhin-Meuse. Elle est drainée par la Bruche et le ruisseau de la Chergoutte,.
La Bruche, d'une longueur de 77 km, prend sa source dans la commune de Urbeis et se jette  dans l'Ill à Strasbourg, après avoir traversé 37 communes. 

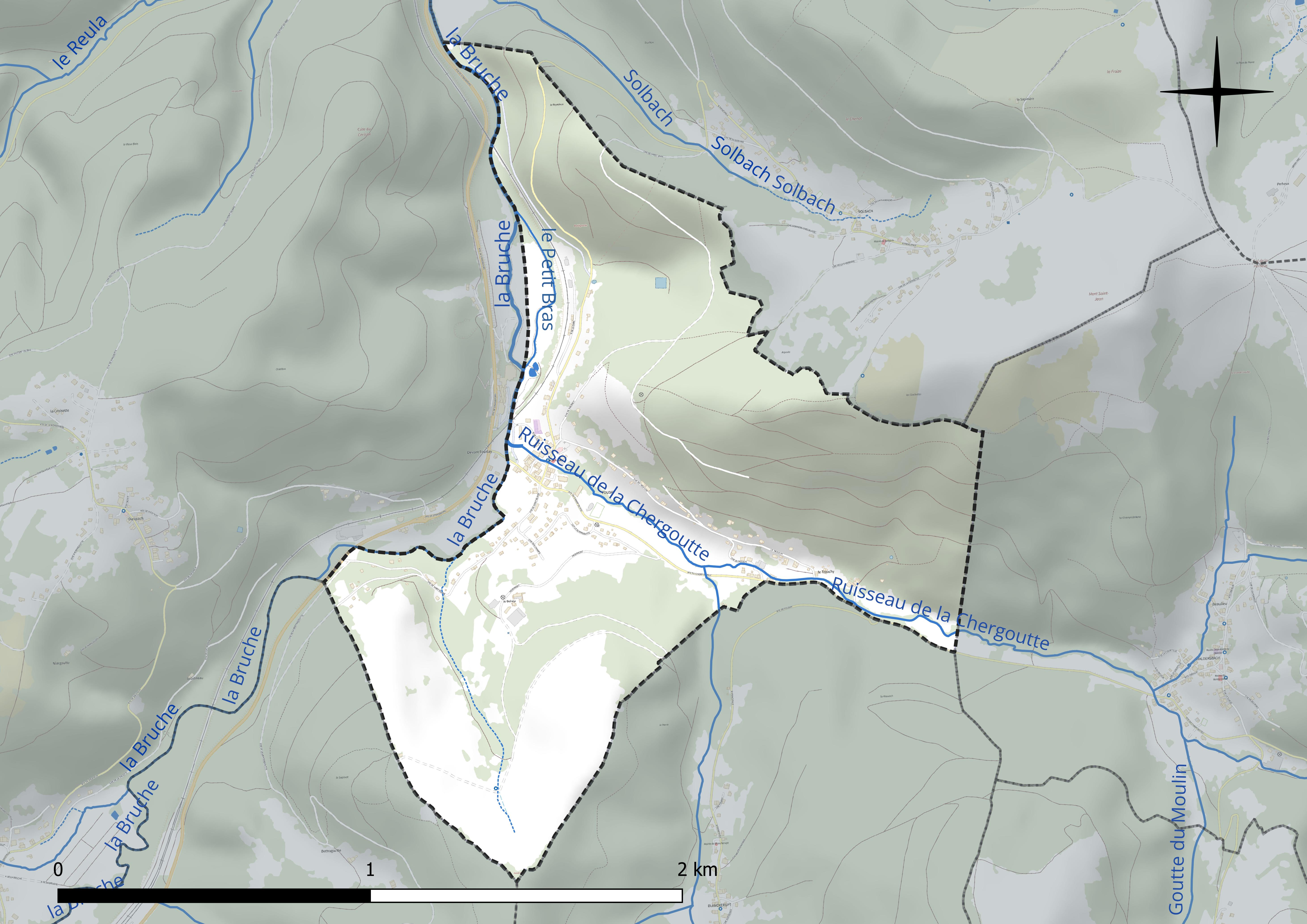
Réseau hydrographique de Fouday.

### Climat
Pour des articles plus généraux, voir Climat du Grand Est et Climat du Bas-Rhin.
En 2010, le climat de la commune est de type climat de montagne, selon une étude du Centre national de la recherche scientifique s'appuyant sur une série de données couvrant la période 1971-2000. En 2020, Météo-France publie une typologie des climats de la France métropolitaine dans laquelle la commune est exposée à un climat semi-continental et est dans la région climatique  Vosges, caractérisée par une pluviométrie très élevée (1 500 à 2 000 mm/an) en toutes saisons et un hiver rude (moins de 1 °C). 
Pour la période 1971-2000, la température annuelle moyenne est de 9,4 °C, avec une amplitude thermique annuelle de 16,4 °C. Le cumul annuel moyen de précipitations est de 1 168 mm, avec 12,3 jours de précipitations en janvier et 11 jours en juillet. Pour la période 1991-2020, la température moyenne annuelle observée sur la station météorologique de Météo-France la plus proche, « Belmont », sur la commune de Belmont à 4 km à vol d'oiseau, est de 7,0 °C et le cumul annuel moyen de précipitations est de 1 341,9 mm. 
La température maximale relevée sur cette station est de 30,9 °C, atteinte le 5 juillet 2015 ; la température minimale est de −20,3 °C, atteinte le 20 décembre 2009,,. 
Les paramètres climatiques de la commune ont été estimés pour le milieu du siècle (2041-2070) selon différents scénarios d'émission de gaz à effet de serre à partir des nouvelles projections climatiques de référence DRIAS-2020. Ils sont consultables sur un site dédié publié par Météo-France en novembre 2022.

## Urbanisme

### Typologie
Au 1er janvier 2024, Fouday est catégorisée commune rurale à habitat dispersé, selon la nouvelle grille communale de densité à sept niveaux définie par l'Insee en 2022.
Elle est située hors unité urbaine. Par ailleurs la commune fait partie de l'aire d'attraction de Strasbourg (partie française), dont elle est une commune de la couronne,. Cette aire, qui regroupe 268 communes, est catégorisée dans les aires de 700 000 habitants ou plus (hors Paris),.

### Occupation des sols
L'occupation des sols de la commune, telle qu'elle ressort de la base de données européenne d’occupation biophysique des sols Corine Land Cover (CLC), est marquée par l'importance des forêts et milieux semi-naturels (58,1 % en 2018), en augmentation par rapport à 1990 (49,6 %). La répartition détaillée en 2018 est la suivante : 
forêts (55,2 %), zones urbanisées (21 %), prairies (20,9 %), milieux à végétation arbustive et/ou herbacée (3 %). L'évolution de l’occupation des sols de la commune et de ses infrastructures peut être observée sur les différentes représentations cartographiques du territoire : la carte de Cassini (XVIIIe siècle), la carte d'état-major (1820-1866) et les cartes ou photos aériennes de l'IGN pour la période actuelle (1950 à aujourd'hui).

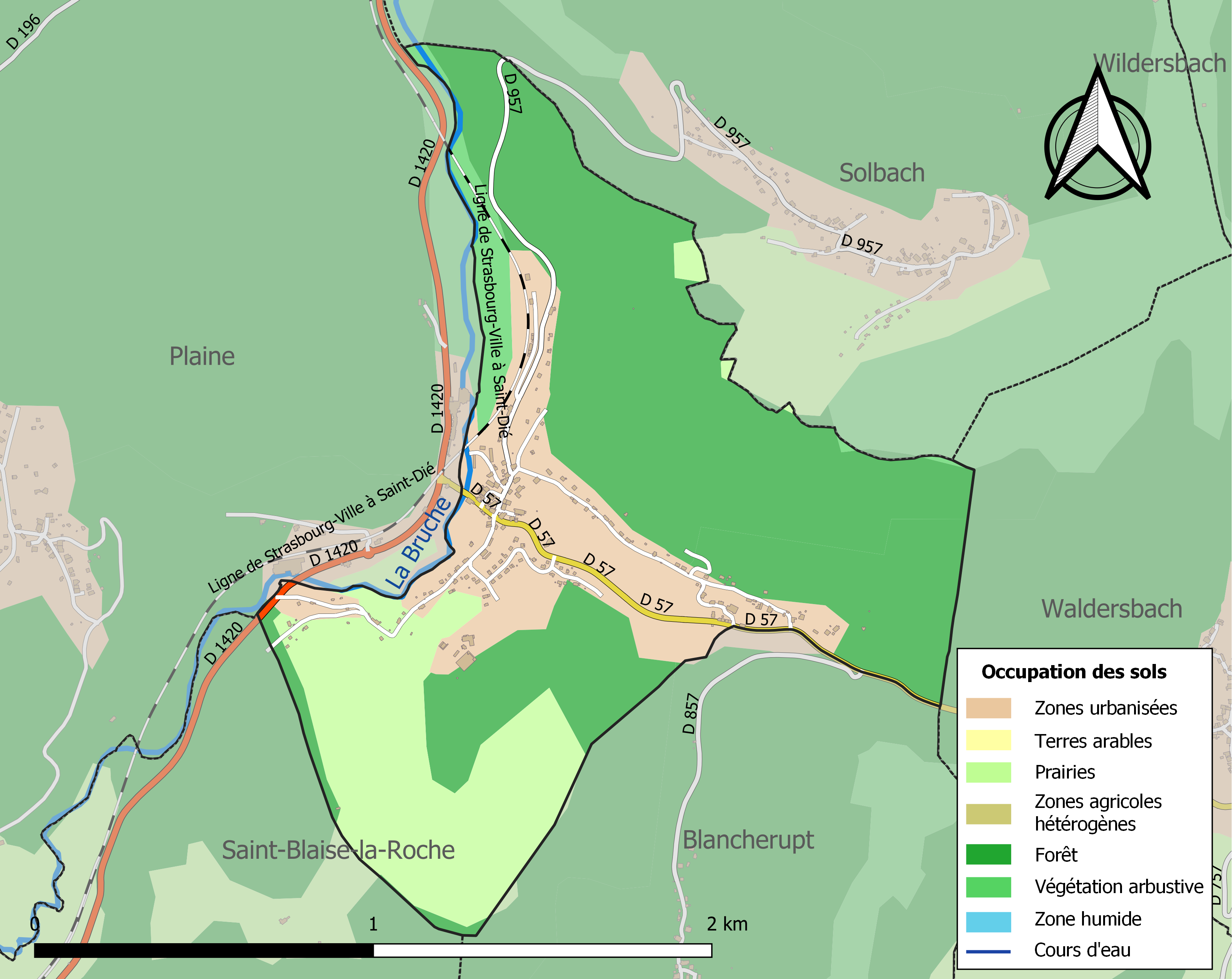
Carte des infrastructures et de l'occupation des sols de la commune en 2018 (CLC).

## Toponymie
En allemand médiéval : Urbach. En alsacien : Fouda. 
Fouda et Foudart (1623), Fouday ou Urbach (1789), Fouday (1793). 
Fouday s'est dénommé Breusch-Urbach de 1871 à 1918 et de 1940 à 1945 (Bach = ruisseau).

## Histoire
Le village de Fouday faisait partie de l'ancienne seigneurie du Ban de la Roche, tout comme les autres villages de la vallée de la Schirgoutte : Waldersbach, Solbach, Belmont, Bellefosse mais aussi ceux de Rothau, Neuviller et Wildersbach dans la vallée voisine de la Rothaine.
La première mention de Fouday remonte au XIVe siècle. Le village apparaît alors dans les textes sous le nom d'Urbach. Il existait pourtant déjà à la fin du XIIe siècle, comme l'atteste le clocher de l'église, typique de l'art roman de cette époque.
À l'époque médiévale, cette église constituait une étape sur la route des pèlerins se rendant au Mont Sainte-Odile depuis la Lorraine, ce qui explique la représentation de saint Jacques (XVe siècle) de l'arc triomphal de l'ancien chœur. Elle abritait une tête en bois sculpté de saint Jean-Baptiste (épisode de la décollation de saint Jean), dont la vénération donna lieu à un petit pèlerinage local, qui ne s'acheva qu'au XVIIe siècle, lors du ministère du pasteur Jean Nicolas Marmet.
Le village était resté fidèle à cette dévotion bien que passé à la Réforme dès 1584. L'ensemble du Ban de la Roche était, en effet, devenu protestants lorsque la seigneurie avait été vendue par la famille Rathsamhausen zum Stein au comte palatin Georges-Jean de Veldenz au XVIe siècle.
Fouday est devenu au XVIIIe siècle un haut lieu du protestantisme, par l'action du pasteur protestant Jean-Frédéric Oberlin (1740-1826), personnalité bien connue pour son œuvre philanthropique et éducative, qui repose dans le cimetière attenant à l'église.
La route Schirmeck-Saint-Dié avait été mise en chantier en 1831. Elle suit la rive gauche de la Bruche et passe par Devant-Fouday (ce lieu-dit dépendant de Plaine, non de Fouday, qui ne fut rattaché à la France qu'en 1793, appartint d'abord au département des Vosges).
La route Fouday-Waldersbach-La Charbonnière a été aménagée de 1868 à 1872.

Vues de Fouday.
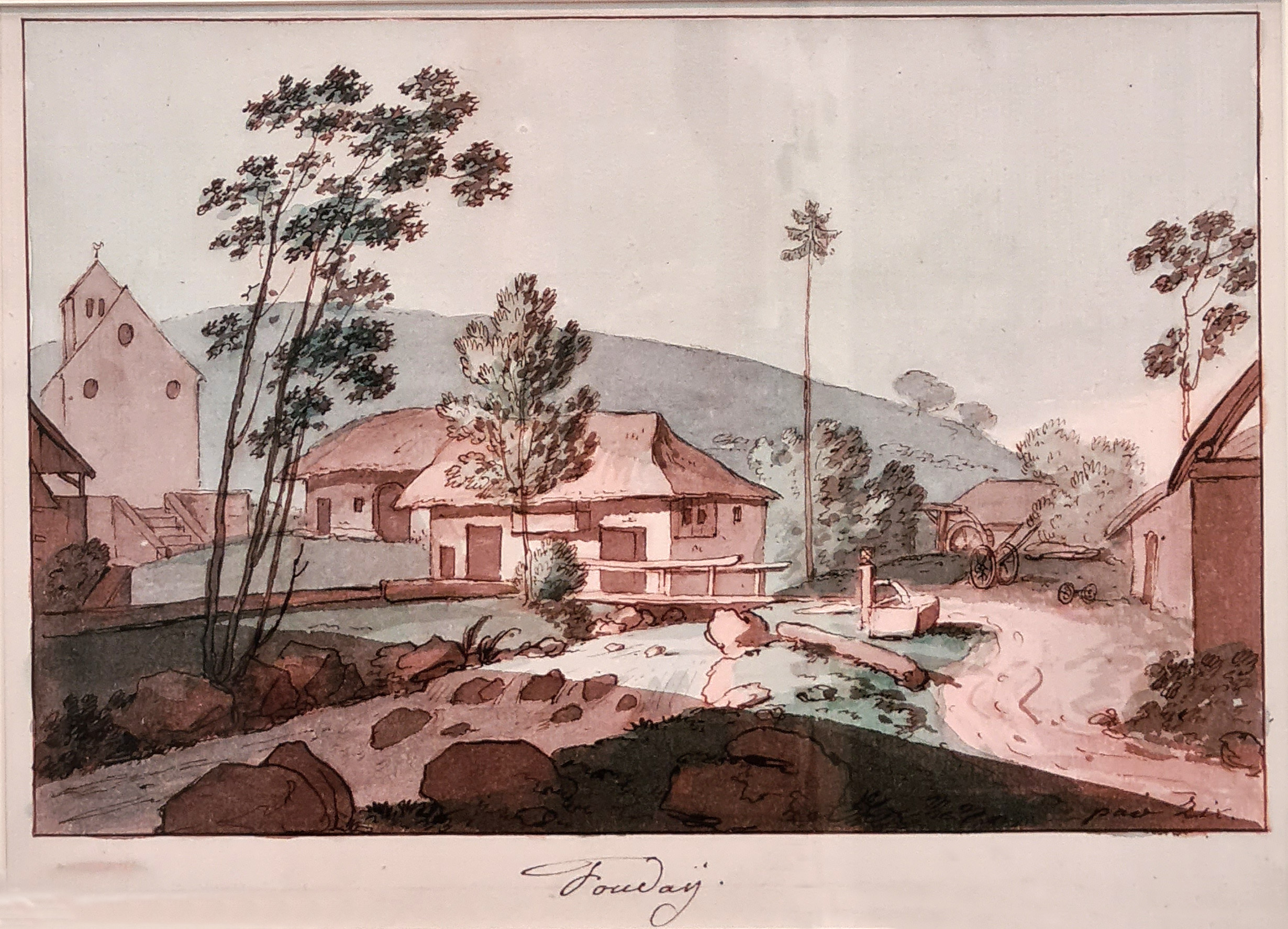
XVIIIe siècle (Benjamin Zix).
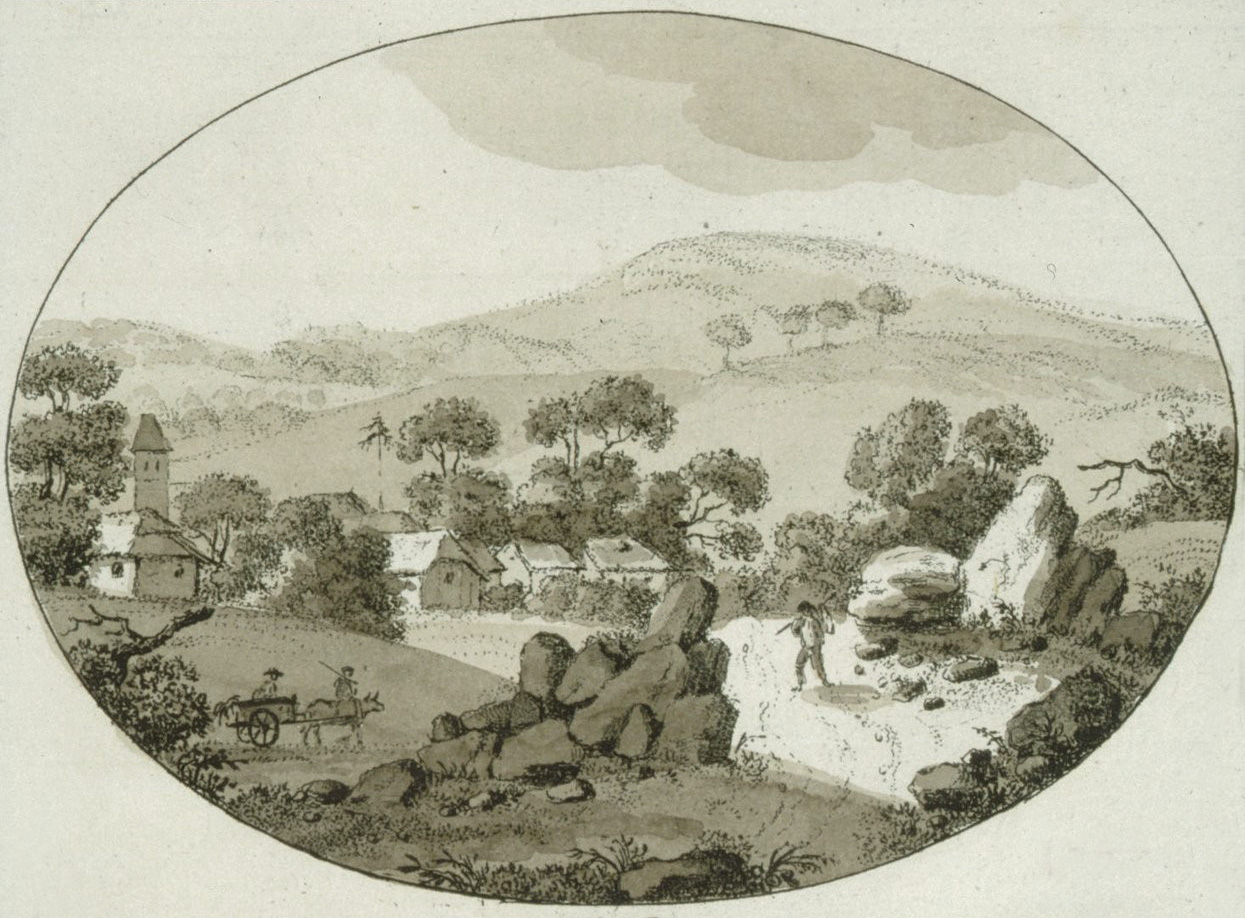
1798.
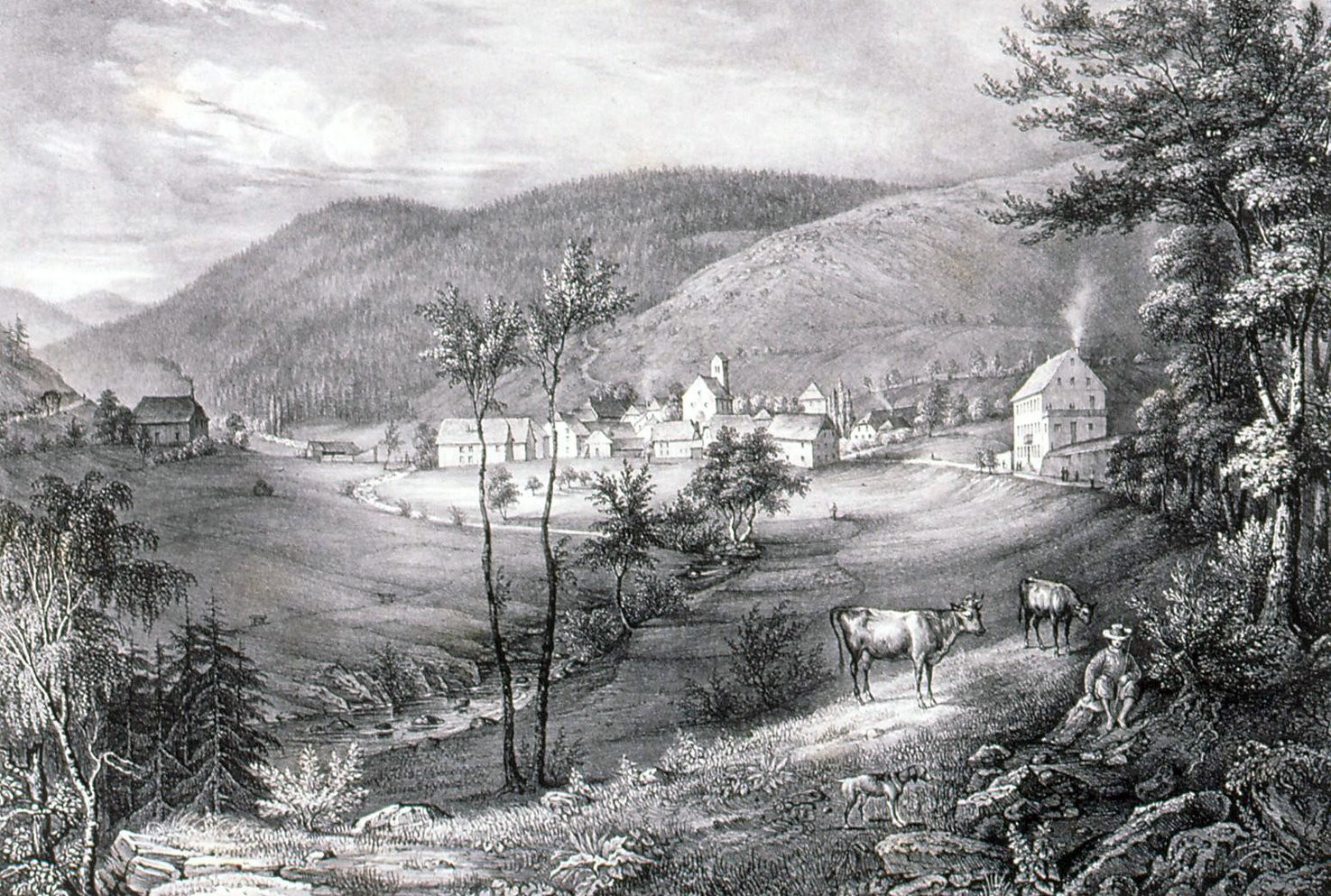
1837.
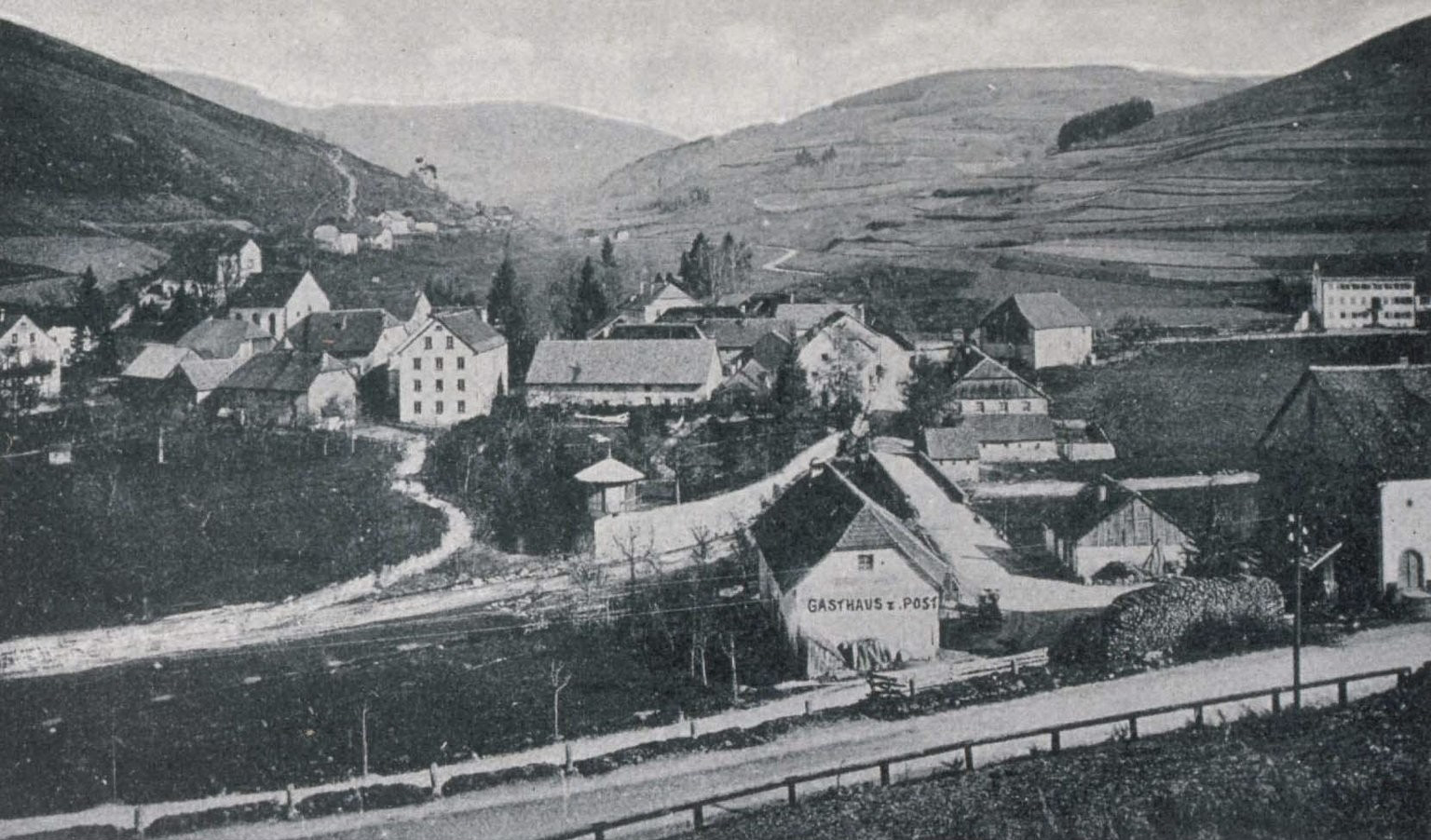
1900.
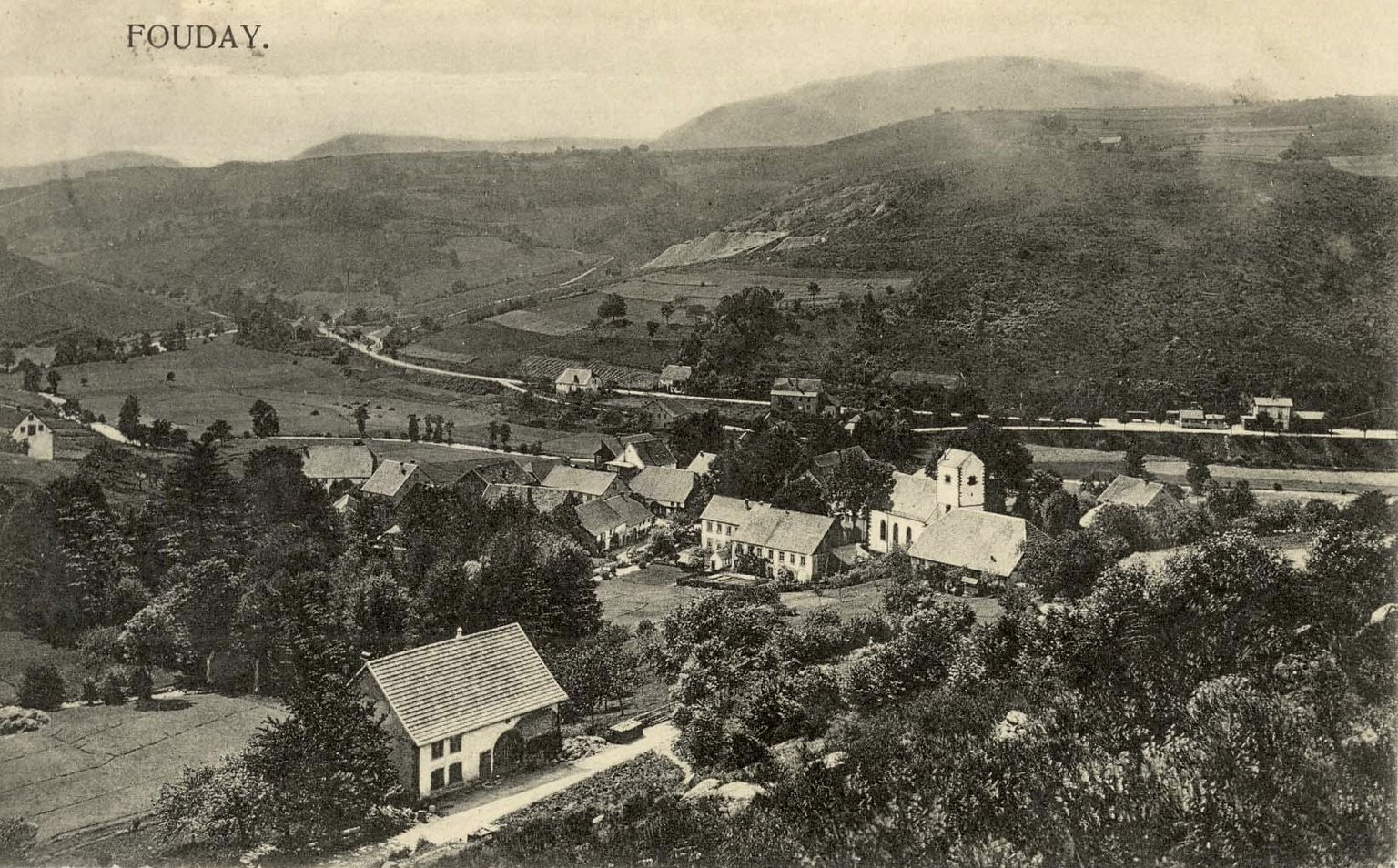
1910.

## Politique et administration

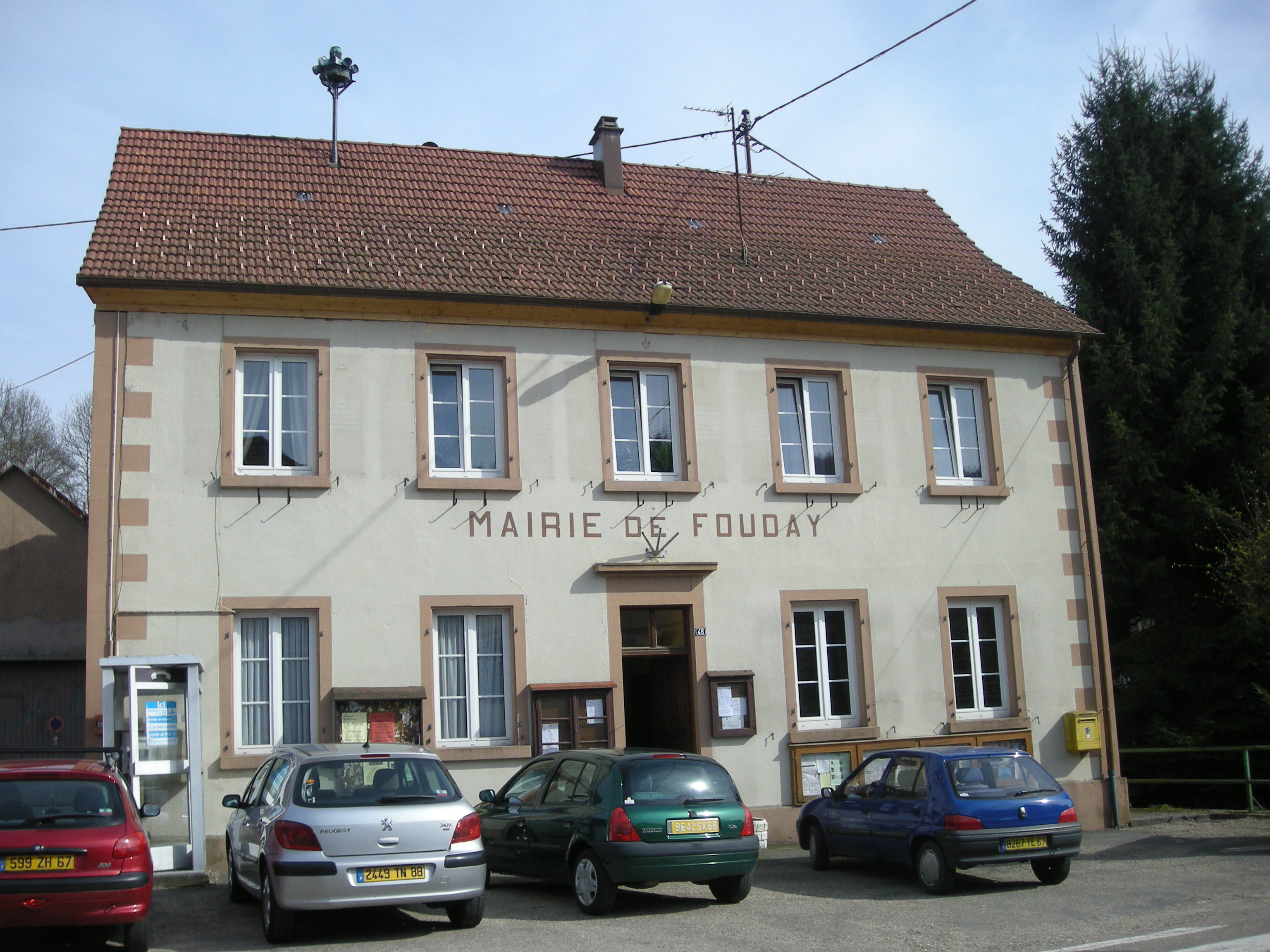
La mairie, ancienne école construite en 1839.

### Liste des maires
| Période                                  | Période                   | Identité                                      | Étiquette | Qualité |
| ---------------------------------------- | ------------------------- | --------------------------------------------- | --------- | ------- |
| Les données manquantes sont à compléter. |                           |                                               |           |         |
|                                          | 2014                      | René Petit                                    |           |         |
| mars 2014                                | En cours (au 31 mai 2020) | Maurice Guidat Réélu pour le mandat 2020-2026 |           |         |

### Jumelages

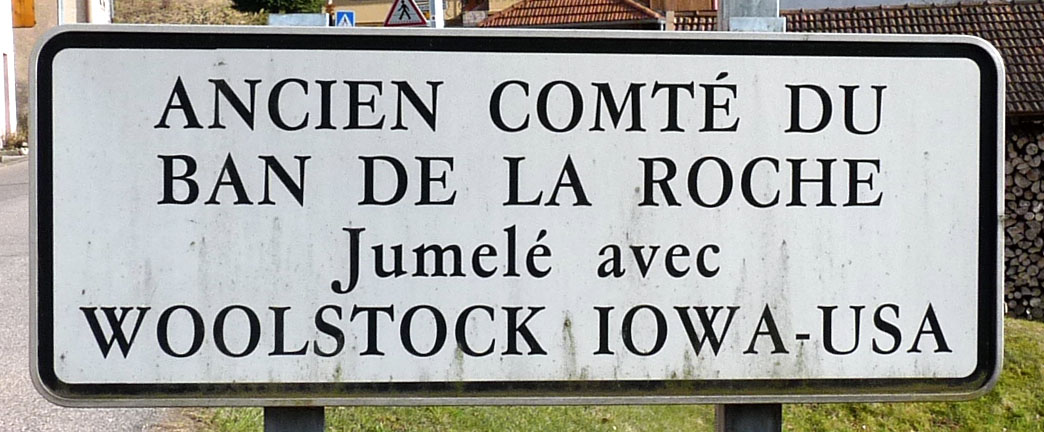
Jumelage avec Woolstock.

Comme sept autres communes du Ban de la Roche (Bellefosse, Belmont, Neuviller-la-Roche, Rothau, Solbach, Wildersbach et Waldersbach), Fouday est jumelée depuis le 15 juillet 1984 avec Woolstock, une petite localité américaine de l'Iowa qui a accueilli au XIXe siècle des immigrants en provenance du Ban de la Roche.

## Population et société

### Démographie
L'évolution du nombre d'habitants est connue à travers les recensements de la population effectués dans la commune depuis 1793. Pour les communes de moins de 10 000 habitants, une enquête de recensement portant sur toute la population est réalisée tous les cinq ans, les populations de référence des années intermédiaires étant quant à elles estimées par interpolation ou extrapolation. Pour la commune, le premier recensement exhaustif entrant dans le cadre du nouveau dispositif a été réalisé en 2008.

En 2022, la commune comptait 345 habitants, en évolution de −0,58 % par rapport à 2016 (Bas-Rhin : +3,17 %, France hors Mayotte : +2,11 %).
| 1793 | 1800 | 1806 | 1821 | 1831 | 1836 | 1841 | 1846 | 1851 |
| ---- | ---- | ---- | ---- | ---- | ---- | ---- | ---- | ---- |
| 190  | 191  | 214  | 271  | 337  | 357  | 358  | 348  | 351  |

| 1856 | 1861 | 1866 | 1871 | 1875 | 1880 | 1885 | 1890 | 1895 |
| ---- | ---- | ---- | ---- | ---- | ---- | ---- | ---- | ---- |
| 324  | 307  | 299  | 262  | 233  | 237  | 268  | 258  | 239  |

| 1900 | 1905 | 1910 | 1921 | 1926 | 1931 | 1936 | 1946 | 1954 |
| ---- | ---- | ---- | ---- | ---- | ---- | ---- | ---- | ---- |
| 242  | 196  | 223  | 245  | 343  | 253  | 250  | 283  | 256  |

| 1962 | 1968 | 1999 | 2006 | 2008 | 2013 | 2018 | 2022 | - |
| ---- | ---- | ---- | ---- | ---- | ---- | ---- | ---- | - |
| 236  | 233  | 303  | 340  | 350  | 352  | 335  | 345  | - |

## Culture locale et patrimoine

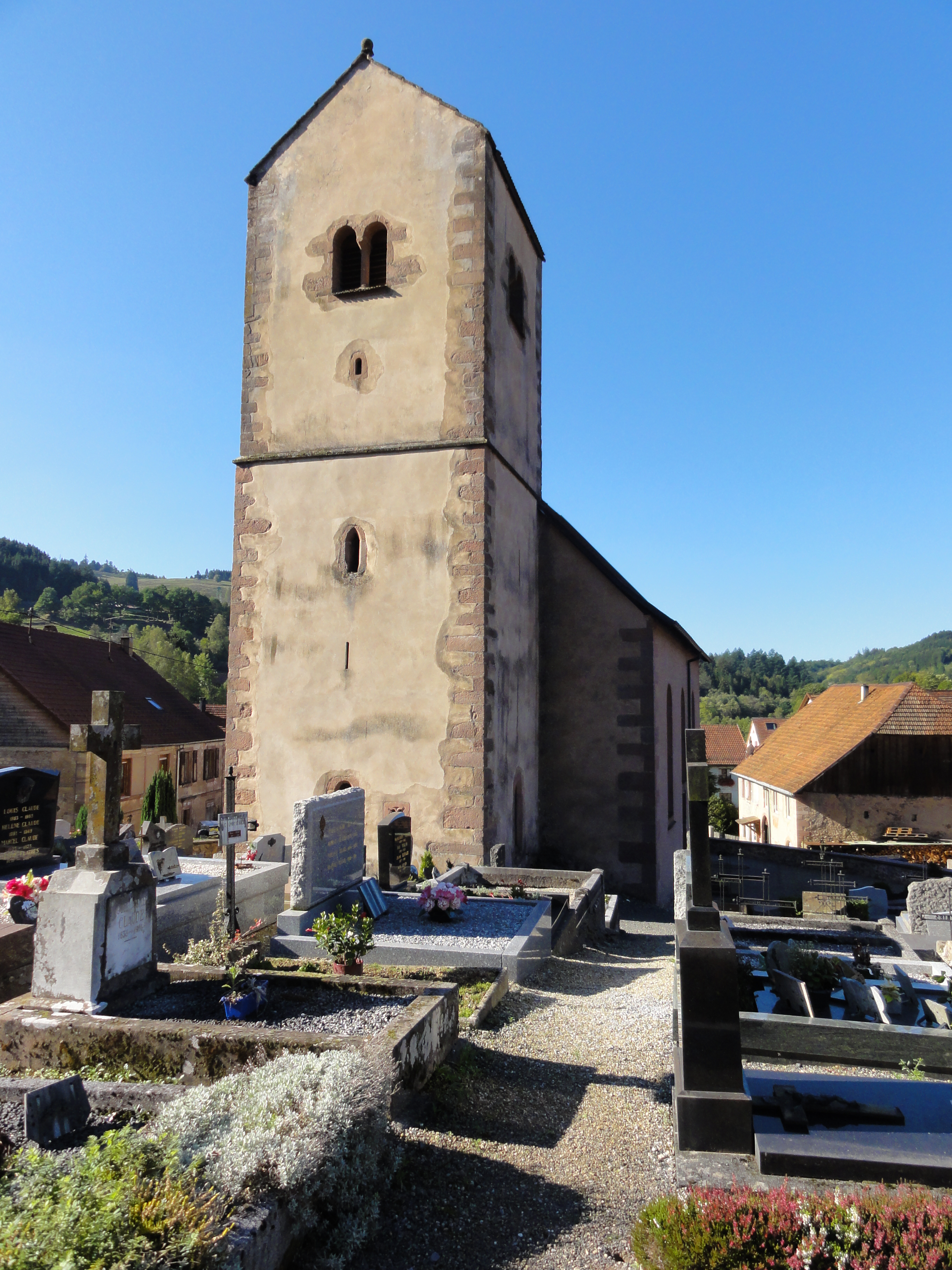
Le clocher de l'église protestante.

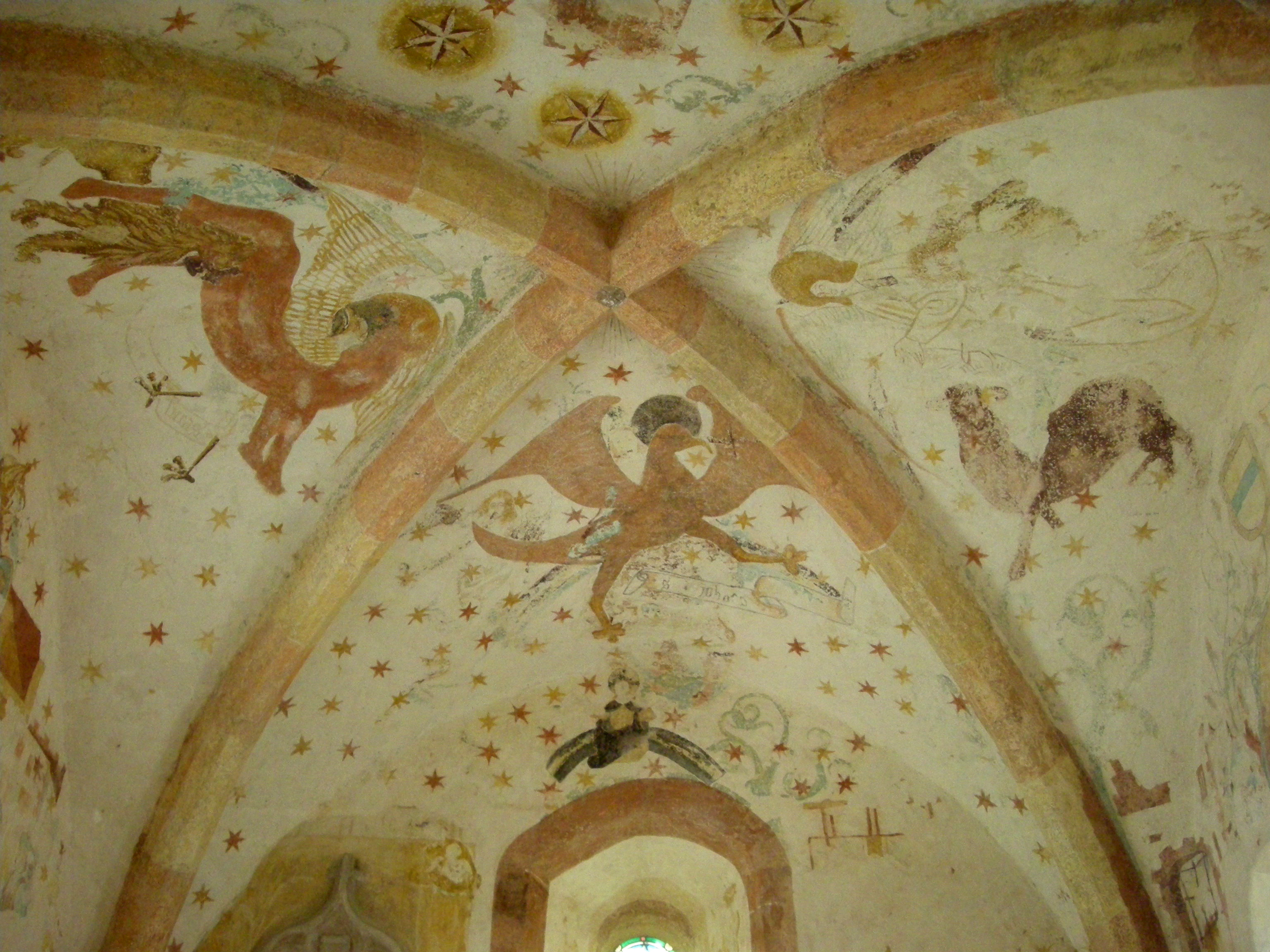
Les fresques restaurées.

### Lieux et monuments
- L'église protestante

Le village est dominé par son église protestante au clocher roman. Modifié au XVIIIe siècle dans ses parties hautes, il remonte à  la deuxième moitié du XIIe siècle ou au début du XIIIe siècle.
Cette tour-chœur est un élément de l'ancienne église, autrefois catholique, dédiée à saint Jean-Baptiste. Il a été rehaussé à l'époque de la reconstruction de la nef, mais en réutilisant les éléments anciens du XIIe siècle (les quatre baies géminées romanes de l'étage des cloches), et en adoptant la toiture en bâtière typique des silhouettes de nombreuses églises médiévales rurales en Alsace. Le clocher abrite encore une cloche datée de 1502 (une des plus anciennes cloches de la vallée de la Bruche après celle de Belmont datant de 1434).
La nef de l'édifice remonte au XVIIIe siècle (on lit la date de 1776 sur le portail ouest). Cet édifice est l'aboutissement du modèle architectural des églises du Ban de la Roche, introduit par le prédécesseur du pasteur Oberlin à Waldersbach, Jean Georges Stuber.
La construction de la nouvelle nef de l'église a été impulsée par le pasteur Oberlin, du fait de l’exigüité de la nef médiévale d'alors. Le chantier a été essentiellement financé par le baron de Dietrich, qui était alors comte du Ban de la Roche.
L'agencement intérieur se caractérise par l'utilisation particulière de l'espace : habituellement, une nef d'église comporte des rangées de bancs regardant vers le chœur, mais ce n'est plus le cas ici. À Fouday, l'ancien chœur est tout simplement laissé de côté, et c'est la nef elle-même qui devient tout entière lieu de célébration. La porte latérale constitue l'axe de symétrie de l'édifice : elle s'ouvre directement dans l'alignement de l'autel et la chaire. Ces deux éléments liturgiques sont le point central autour duquel est organisé l'espace : les bancs du parterre sont disposés autour de l'autel (en face, de part et d'autre d'une allée centrale, mais aussi de chaque côté), et on remarque la même organisation sur la tribune occupant trois côtés de l'édifice autour de la chaire.
La présence d'une tribune répond avant tout à un problème pratique : elle double pratiquement la capacité de cette petite église. Toutefois, elle avait une autre fonction importante : elle permettait une stricte séparation symbolique entre hommes et femmes durant le culte. La tribune était réservée aux hommes du village, le parterre aux femmes. Les hommes se plaçaient ainsi à la hauteur du pasteur en chaire pendant la prédication, alors que leurs épouses devaient lever les yeux vers lui. Un agencement strictement identique (mais à échelle réduite) se retrouve à l'église de Waldersbach.
L'autel est une simple table de célébration en grès, soutenue par un pied central en grès mouluré.
La chaire, depuis laquelle prêchait Oberlin, est le lieu central de la liturgie. C'est aussi l'élément le plus richement traité du mobilier : elle est en chêne et présente un panneautage de style Louis XV. Elle est surmontée d'un élégant abat-voix baroque à volutes. L'ensemble tranche fortement avec l'aspect des bancs et de la tribune, d'une sobriété absolue.
L'imposant tableau à droite de la chaire, représentant le Portement de croix, date sans doute de la seconde moitié du XIXe siècle et aurait été offert par les industriels rubaniers Fallot.
L'orgue occupant la tribune ne date pas du XVIIIe siècle : son petit buffet néo-Renaissance et sa console indépendante à fleur de tribune ne s'accordent pas précisément avec l'édifice. Il a été construit en 1890 par Franz-Xaver Kriess, facteur d'orgues à Molsheim, dont c'est l'une des toutes premières réalisations. Il est à transmission mécanique, comporte 7 jeux répartis sur 2 claviers et pédalier.
Le poêle à bois De Dietrich, de conception surprenante, a été installé au milieu du XXe siècle, et remplace deux poêles cylindriques du XVIIIe malheureusement disparus.
L'ancien chœur de l'église, voûté d'ogives, présente un ensemble de peintures murales des XIVe, XVe et XVIe siècles, représentant les quatre évangélistes. Ces peintures ont malheureusement été irréversiblement altérées au début du XXe siècle. À cette époque, le pasteur Freund de Fouday et le curé Rabavoie de Blancherupt se sont improvisés restaurateurs et ont remis au jour les peintures, jusque-là recouvertes d'un badigeon blanc parsemé d'étoiles. Leurs intentions étaient louables mais, par méconnaissance, ils ont éliminé en partie les couches picturales du XVe siècle, du plus grand intérêt car représentatives des modèles de la peinture rhénane, pour faire apparaître des peintures antérieures du XIVe siècle, de facture nettement moins soignée.
On voit également dans ce chœur, insérée dans le mur est, une armoire eucharistique du XVe siècle, de style gothique flamboyant, aux armes de la famille de Rathsamhausen zum Stein, seigneurs du Ban de la Roche. Le blason de la famille Rathsamhausen apparaît aussi sous forme de peinture murale aux côtés des armes de la famille d'Andlau au-dessus de la fenêtre du mur sud.
- Tombes du pasteur Oberlin et de Louise Scheppler

Une modeste croix signale la tombe souvent fleurie de Jean-Frédéric Oberlin (1740-1826), à proximité du chevet de l'église, dans le petit cimetière de Fouday.
De 1767 à sa mort, le célèbre pédagogue fut pasteur au Ban de la Roche, l'ancienne seigneurie, devenue enclave protestante, dont le village faisait autrefois partie.
La tombe de Louise Scheppler, qui assistait le pasteur Oberlin dans ses missions, décédée en 1837, est située à côté.

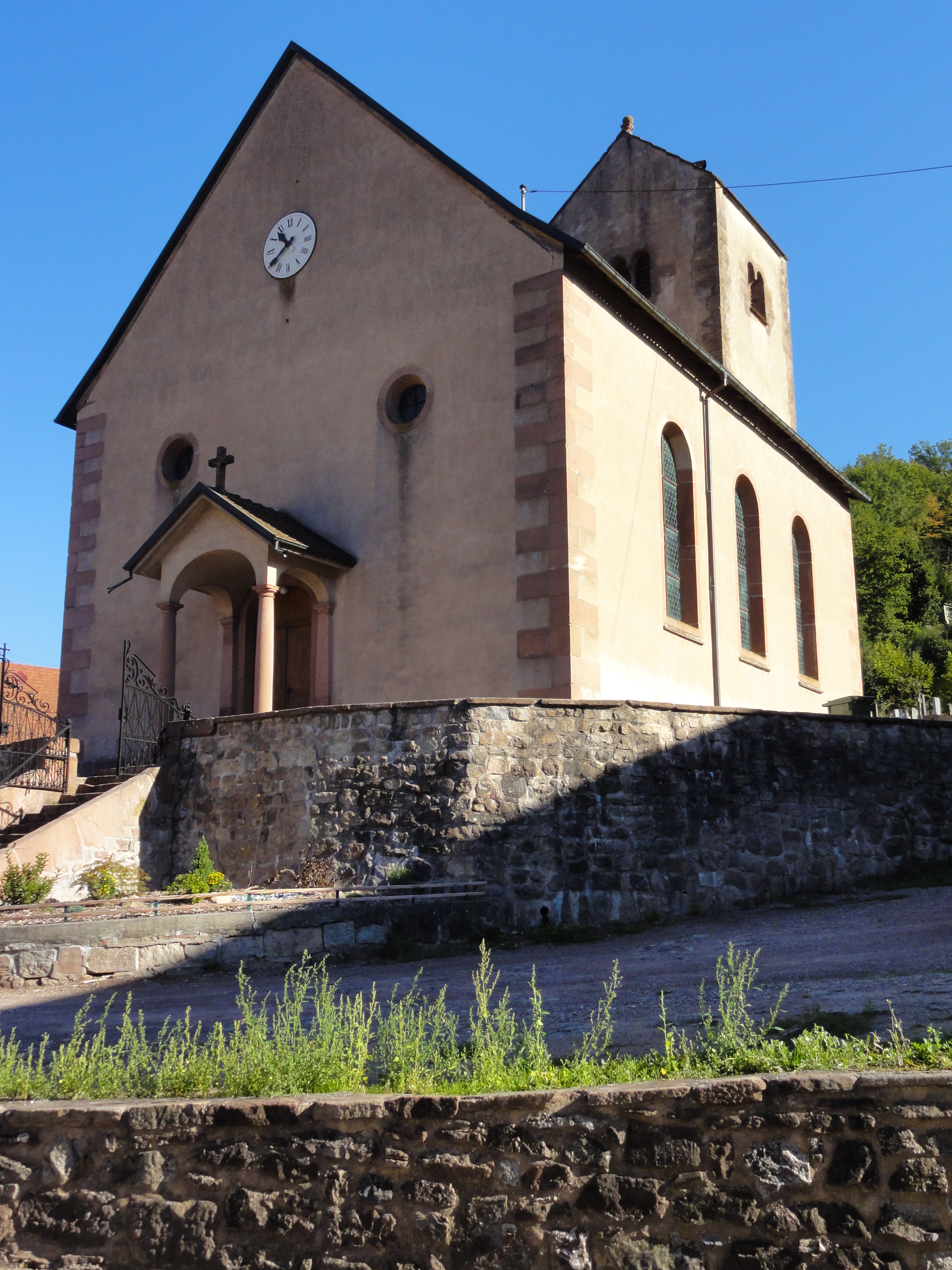
Église protestante de Fouday.
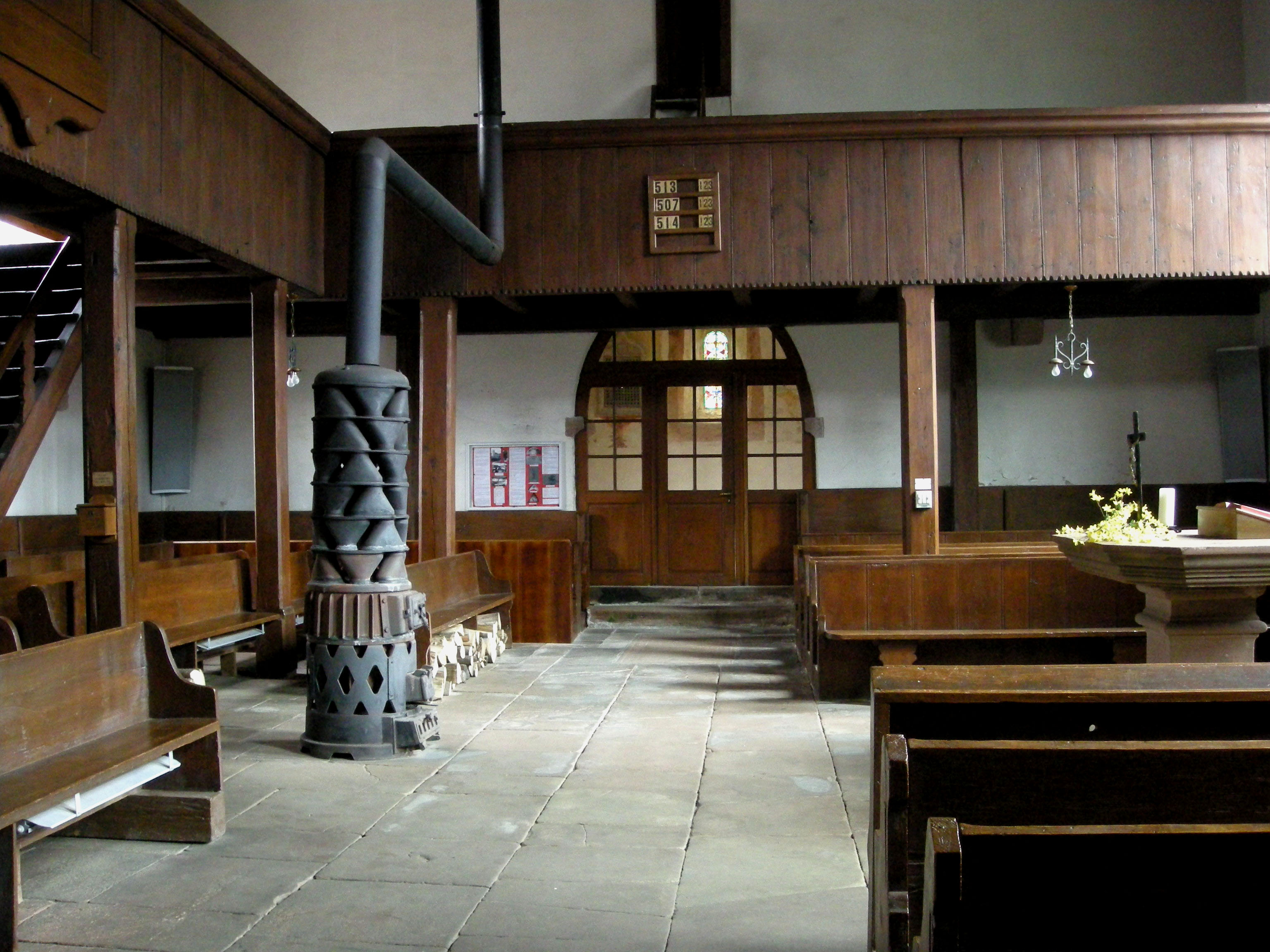
Intérieur de l'église.
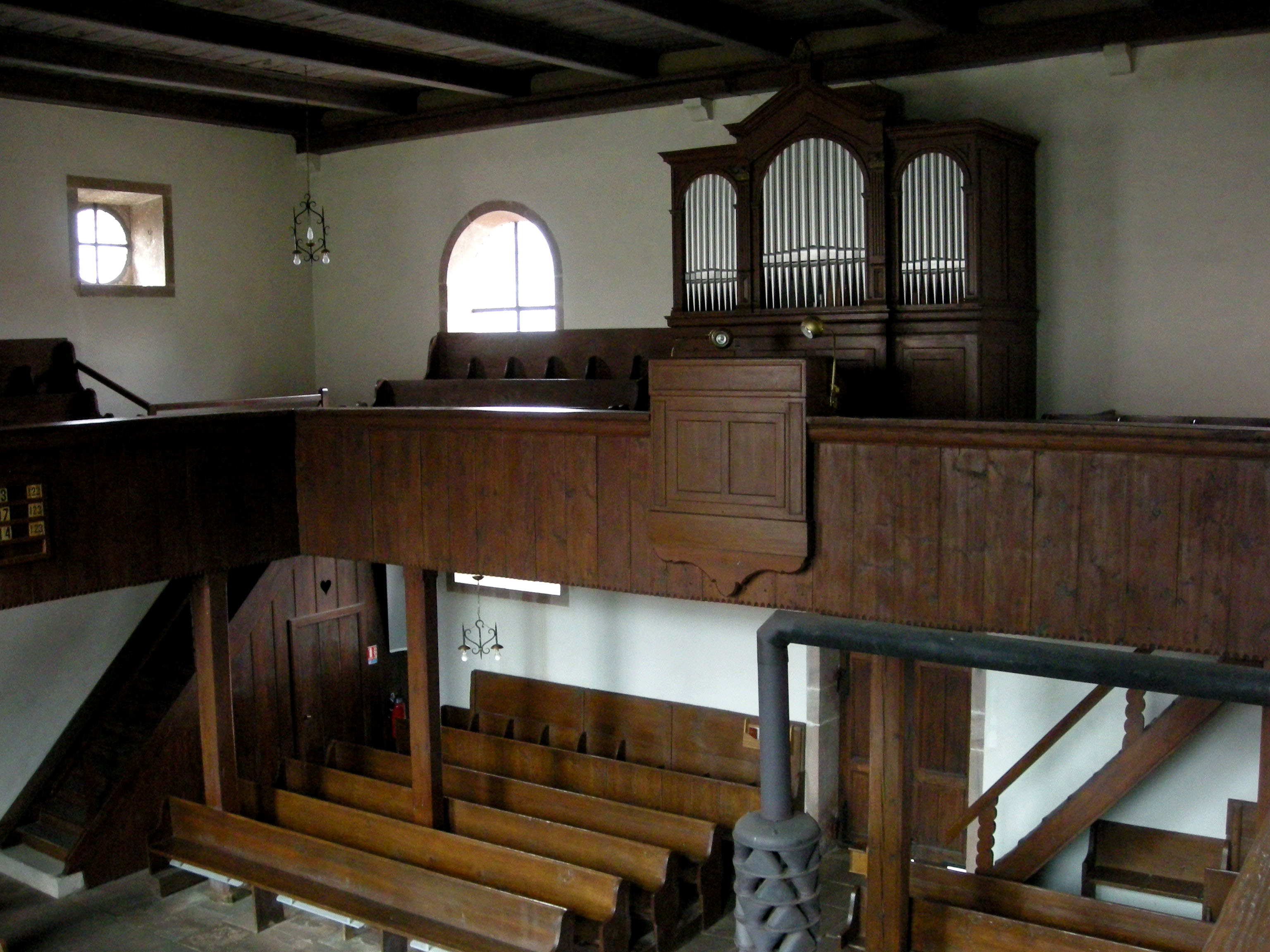
Tribune avec orgue Kriess (1900).
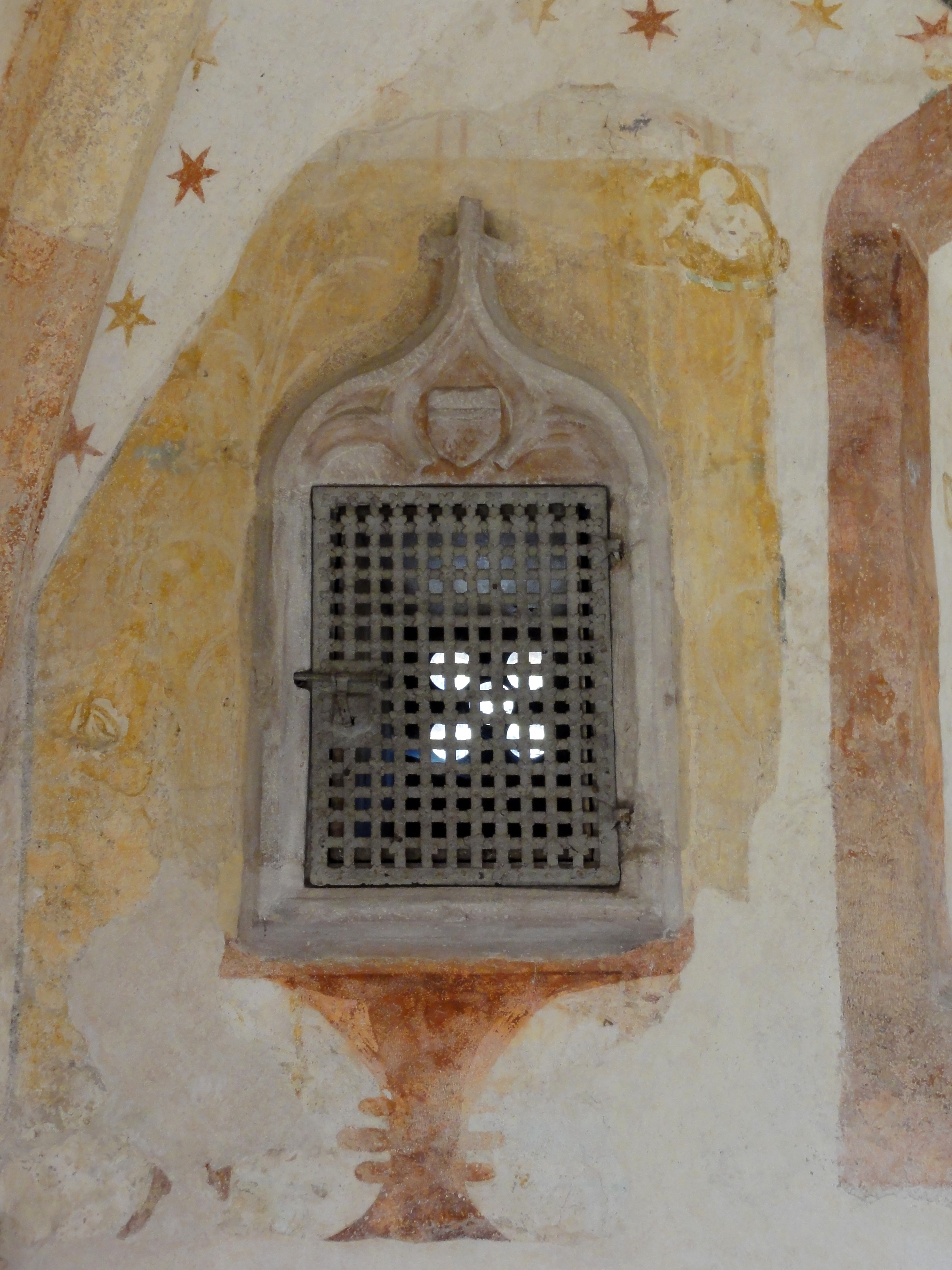
Armoire eucharistique (XVe).
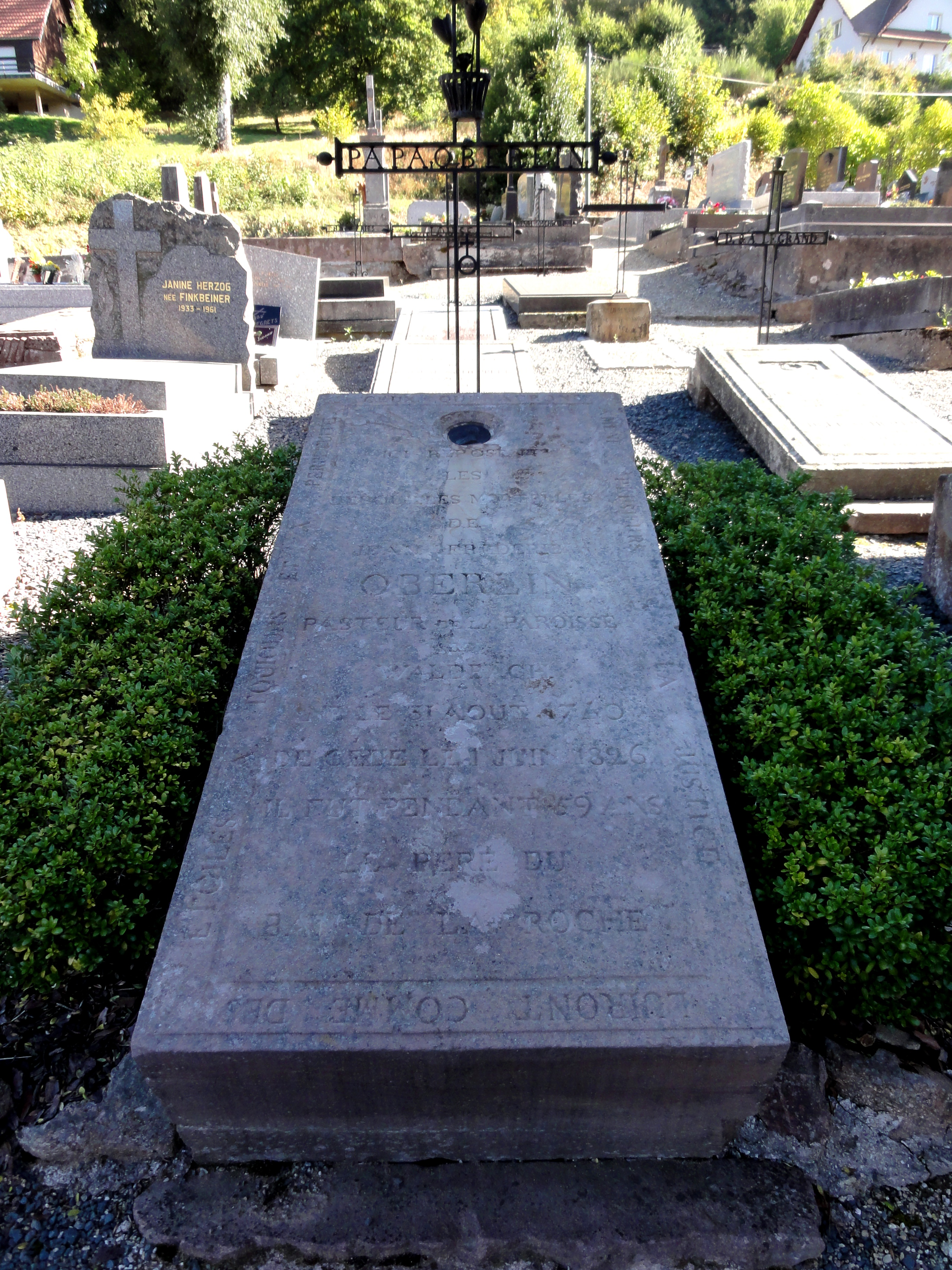
Pierre tombale (XIXe) de Jean-Frédéric Oberlin (1740-1826).

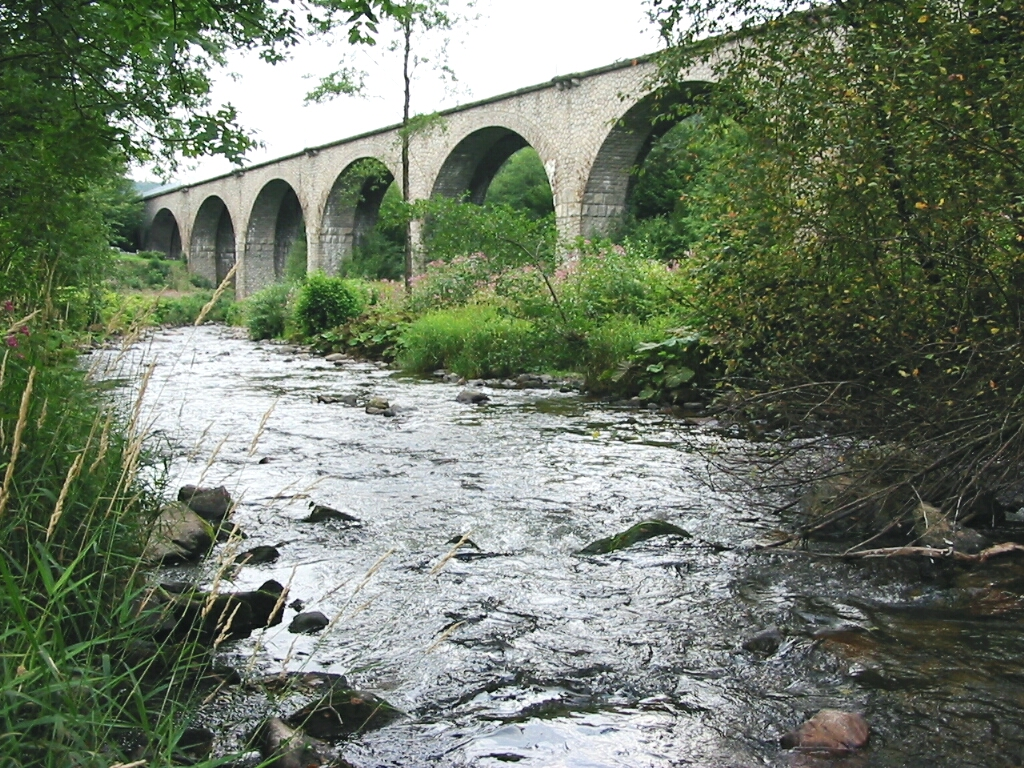
Le viaduc SNCF sur la Bruche.

- Le viaduc ferroviaire

La ligne de chemin de fer Rothau-Saales, à voie unique, filait à l'origine (presque) droit dans la vallée, parallèlement à la route : la station du petit train-tramway se trouvait alors sur la rive gauche de la Bruche, à l'emplacement du parking extérieur de l'hôtel-restaurant Chez Julien qui a succédé à l'ancien restaurant Zum Bahnhof.
Depuis les aménagements effectués à la fin des années 1920, afin de permettre à des rames plus lourdes de remonter la vallée, la voie, initialement double, maintenant unique en ce parcours amont de Rothau, suit partiellement un nouveau tracé. Il passe sur la rive droite de la Bruche au niveau de Fouday et du lieu-dit Devant-Fouday (sur le territoire de Plaine).
La voie ferrée franchit le fond de vallée, où serpente et se ramifie la rivière, sur un viaduc aux doubles arches en quinconce en pierre et béton hautes de 17 m. Le parement de l'ouvrage est un mélange de granit blanc (granit d'Andlau) et de granit local plus foncé. Cet ouvrage aux bossages élégants, dont la longueur totale dépasse 200 m, marque le paysage en aval de Fouday. Dynamité en partie en 1940, lorsque l'armée française reculait, il avait été remis en état par une entreprise allemande, qui utilisa le même granit de parement qu'à l'origine.
La nouvelle gare de Fouday, sur la ligne TER Alsace Strasbourg - Saint-Dié-des-Vosges, a été construite en léger retrait du village, près de la route de Solbach. La ligne, inaugurée en 1928 par Raymond Poincaré et André Tardieu, est maintenant à voie unique depuis Rothau.
- La rubanerie Legrand : vestiges et réutilisations, rives de la Bruche

Fouday est également marqué par le souvenir de la famille Le Grand, ou Legrand. L'industriel et homme politique suisse Jean-Luc Legrand a transféré sa fabrique de rubans à soie à Fouday, en 1813. Il s'est installé là avec plusieurs familles huguenotes, comme Jean-Georges Reber, également proche d'Oberlin, l'a fait dans les villages de montagne vosgienne, notamment dans la vallée de Sainte-Marie-aux-Mines. Reber avait été à l'origine de l'introduction du textile (filage du coton à domicile) à Fouday et au Ban de la Roche dès 1755, à l'appel de Jean-Georges Stuber, pasteur prédécesseur d'Oberlin à Waldersbach.
Daniel Legrand, fils de Jean-Luc, également industriel, philanthrope et proche d'Oberlin, se présentait comme «un industriel des montagnes des Vosges» (Lettre d'un industriel des montagnes des Vosges à M. le baron Charles Dupin, rapporteur de la Commission de la Chambre des pairs chargée de l'examen du Projet de loi sur le travail des enfants (...) , opuscule publié à Strasbourg en 1841). Il contribua à l'adoption de la première loi sur le travail des enfants et se soucia de l'éducation de la population.
La fabrique de rubans, notamment de soie fine et de filoselle (c'est-à-dire un textile mélangé intégrant de la bourre de soie), employa jusqu'à quatre cents hommes, femmes et enfants du Ban de la Roche. Le siège et des ateliers de maintenance, puis de fabrication, se trouvaient à Fouday. Les deux grands bâtiments accolés, construits vers 1840 par les Legrand, subsistent, près de la Chirgoutte, et sont devenus des habitations. Les ouvriers-paysans vinrent d'abord chercher le fil, pour travailler à domicile et rapporter les rubans terminés (il s'agissait le plus souvent d'un complément de revenu), puis le tissage se développa en atelier, à la rubanerie. Les frères Legrand et Louis-Frédéric Fallot, qui leur était apparenté, développèrent le blanchiment et la teinturerie du ruban, fabriquèrent des métiers à tisser.
Une plaque en l'honneur de Daniel Legrand est apposée sur la grande maison où il vécut jusqu'à sa mort, en haut du village. Il repose au cimetière de Fouday, non loin d'Oberlin.
La maison de commerce constituée par Daniel Legrand et son frère Frédéric devint la société Legrand Fallot et cie, puis Oschwald et cie (les Oschwald, originaires de Schaffhouse, en Suisse, achetèrent l'entreprise en 1870. Elle fabriqua des rubans de coton jusqu'aux années 1930.
Les Oschwald habitèrent une maison remarquable en raison de sa véranda-terrasse à deux niveaux, proche de la Bruche et de la Chirgoutte.
Originellement couverte d'un essentage de tavaillons côté route, devenue le foyer Sainte-Aurélie, assez délabrée, elle a été rénovée et incluse dans l'ensemble hôtelier Chez Julien lorsque celui-ci s'est étendu sur la rive droite de la Bruche.
Cette extension  a entraîné l'aménagement du parc en partie public longeant la rivière.
Le long mur édifié depuis la rive droite de la Bruche jusqu'à cette maison, en 2008, a été construit avec le grès rose veiné de blanc extrait des carrières encore en activité de Champenay, à Plaine.

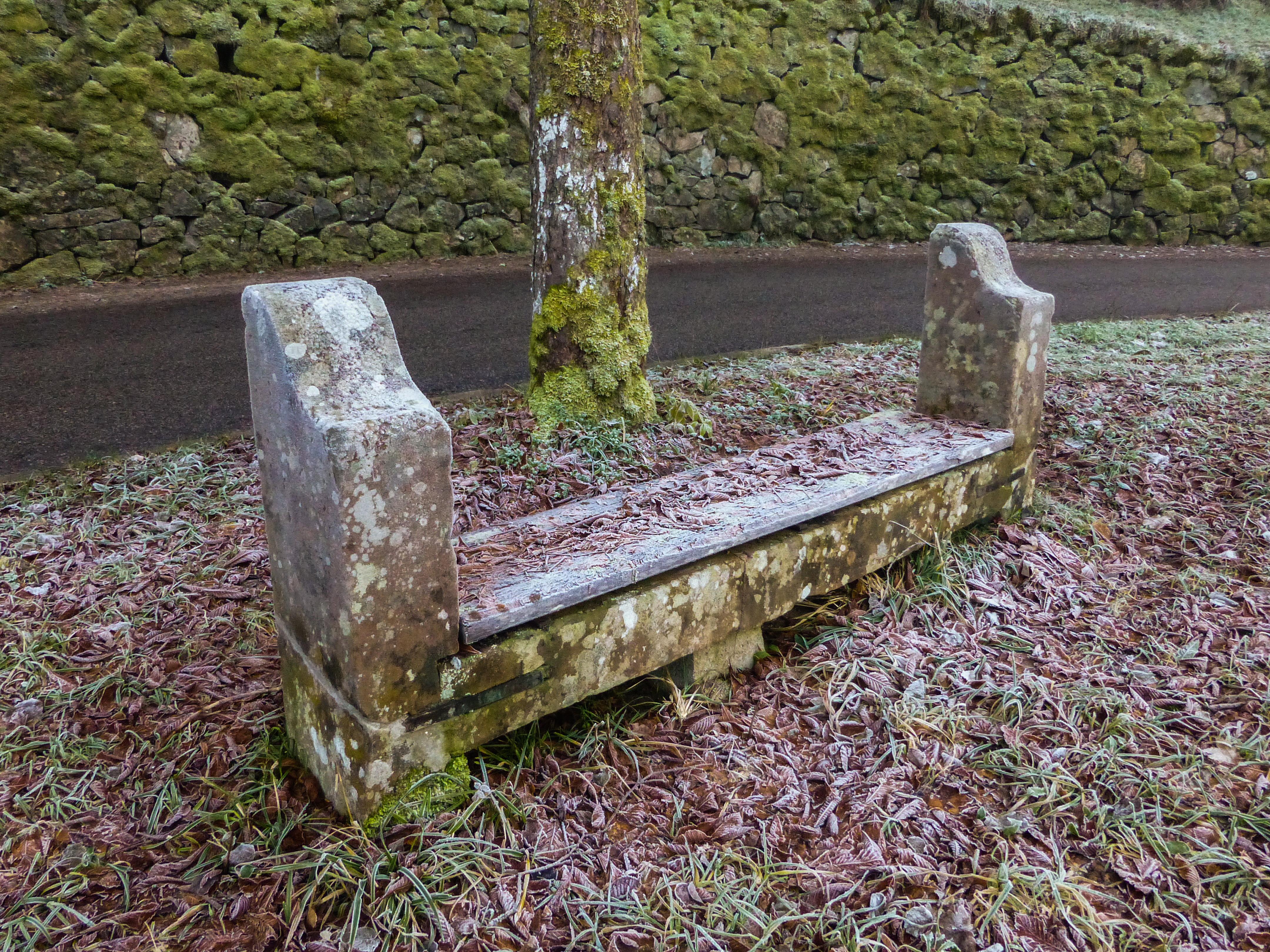
Le banc-reposoir.

- Banc du roi de Rome

À la jonction de la RD 857 avec la RD 57 se trouve un banc en grès qui fait probablement partie de la série des bancs-reposoirs dits « du roi de Rome », érigés en 1811, le long des routes du Bas-Rhin, à la demande du préfet Lezay-Marnésia, en mémoire de la naissance et du baptême du prince impérial. En pierre de taille, il se compose d'un siège entre deux jouées quadrangulaires dont le sommet est mouluré en talon.

### Personnalités nées à Fouday
- Tommy Fallot, pasteur, initiateur du christianisme social

### Héraldique
| Blason de Fouday | Blason  | De gueules à la croix pattée alésée d’argent. |
| Blason de Fouday | Détails |                                               |